# 中国科学院大学外语系
中国科学院大学外语系是2012年中国科学院大学组建成立的学院，其前身为1978年成立的中国科学院研究生外语教研室，承担全校的外语教学任务。

## 主要专业
博士英语、硕士英语、专业硕士英语、德语、日语及语言学、翻译硕士
外国语言文学硕士一级学科点和翻译硕士（MTI）专业学位

## 历任院长
1. 第一任　2012年至今　系主任：彭工